# Mark English
Mark English (ur. 18 marca 1993 w Letterkenny) – irlandzki lekkoatleta specjalizujący się w biegach średnich.
W 2010 zajął 8. miejsce w biegu na 1000 metrów podczas igrzysk olimpijskich młodzieży. Półfinalista juniorskich mistrzostw Europy w biegu na 800 metrów (2011). Rok później zajął 5. miejsce na mistrzostwach świata juniorów w Barcelonie. W 2013 bez powodzenia startował na mistrzostwach świata, a rok później stanął na najniższym stopniu podium mistrzostw Europy w Zurychu.
Złoty medalista mistrzostw Irlandii.

## Osiągnięcia
| Rok  | Impreza                                             | Miejsce        | Konkurencja        | Lokata     | Wynik   |
| ---- | --------------------------------------------------- | -------------- | ------------------ | ---------- | ------- |
| 2010 | Eliminacje Europy do igrzysk olimpijskich młodzieży | Moskwa         | bieg na 1000 m     | 1. miejsce | 2:24,53 |
| 2010 | Igrzyska olimpijskie młodzieży                      | Singapur       | bieg na 1000 m     | 8. miejsce | 2:24,95 |
| 2011 | Mistrzostwa Europy juniorów                         | Tallinn        | bieg na 800 m      | półfinał   | 1:50,77 |
| 2012 | Mistrzostwa świata juniorów                         | Barcelona      | bieg na 800 m      | 5. miejsce | 1:46,02 |
| 2013 | Młodzieżowe mistrzostwa Europy                      | Tampere        | bieg na 800 m      | eliminacje | 1:49,65 |
| 2013 | Młodzieżowe mistrzostwa Europy                      | Tampere        | sztafeta 4 × 400 m | eliminacje | 3:07,71 |
| 2013 | Mistrzostwa świata                                  | Moskwa         | bieg na 800 m      | eliminacje | 1:47,08 |
| 2014 | Halowe mistrzostwa świata                           | Sopot          | bieg na 800 m      | eliminacje | 1:47,60 |
| 2014 | Mistrzostwa Europy                                  | Zurych         | bieg na 800 m      | 3. miejsce | 1:45,03 |
| 2014 | Puchar interkontynentalny                           | Marrakesz      | bieg na 800 m      | 4. miejsce | 1:45,74 |
| 2015 | Halowe mistrzostwa Europy                           | Praga          | bieg na 800 m      | 2. miejsce | 1:47,20 |
| 2015 | I liga drużynowych mistrzostw Europy                | Heraklion      | bieg na 800 m      | 2. miejsce | 1:48,28 |
| 2015 | I liga drużynowych mistrzostw Europy                | Heraklion      | sztafeta 4 × 400 m | 3. miejsce | 3:05,07 |
| 2015 | Młodzieżowe mistrzostwa Europy                      | Tallinn        | bieg na 800 m      | 8. miejsce | 1:50,42 |
| 2015 | Mistrzostwa świata                                  | Pekin          | bieg na 800 m      | półfinał   | 1:45,55 |
| 2015 | Mistrzostwa świata                                  | Pekin          | sztafeta 4 × 400 m | eliminacje | 3:01,26 |
| 2016 | Igrzyska olimpijskie                                | Rio de Janeiro | bieg na 800 m      | półfinał   | 1:45,93 |
| 2017 | I liga drużynowych mistrzostw Europy                | Vaasa          | bieg na 800 m      | 1. miejsce | 1:49,02 |
| 2017 | I liga drużynowych mistrzostw Europy                | Vaasa          | sztafeta 4 × 400 m | 2. miejsce | 3:05,08 |
| 2017 | Mistrzostwa świata                                  | Londyn         | bieg na 800 m      | eliminacje | 1:48,01 |
| 2018 | Mistrzostwa Europy                                  | Berlin         | bieg na 800 m      | eliminacje | 1:48,98 |
| 2019 | Halowe mistrzostwa Europy                           | Glasgow        | bieg na 800 m      | 3. miejsce | 1:47,39 |
| 2019 | Mistrzostwa świata                                  | Doha           | bieg na 800 m      | eliminacje | 1:47,25 |
| 2021 | Halowe mistrzostwa Europy                           | Toruń          | bieg na 800 m      | półfinał   | 1:48,99 |
| 2021 | Igrzyska olimpijskie                                | Tokio          | bieg na 800 m      | eliminacje | 1:46,75 |
| 2022 | Halowe mistrzostwa świata                           | Belgrad        | bieg na 800 m      | eliminacje | 1:51,35 |
| 2022 | Mistrzostwa świata                                  | Eugene         | bieg na 800 m      | półfinał   | 1:45,78 |
| 2022 | Mistrzostwa Europy                                  | Monachium      | bieg na 800 m      | 3. miejsce | 1:45,38 |
| 2023 | Halowe mistrzostwa Europy                           | Stambuł        | bieg na 800 m      | eliminacje | DNS     |
| 2023 | Mistrzostwa świata                                  | Budapeszt      | bieg na 800 m      | półfinał   | 1:45,14 |
| 2024 | Mistrzostwa Europy                                  | Rzym           | bieg na 800 m      | eliminacje | 1:46,73 |
| 2024 | Igrzyska olimpijskie                                | Paryż          | bieg na 800 m      | repasaże   | 1:45,97 |
| 2025 | Halowe mistrzostwa Europy                           | Apeldoorn      | bieg na 800 m      | 3. miejsce | 1:45,46 |

## Rekordy życiowe
- Bieg na 800 metrów – 1:43,92 (9 czerwca 2025, Hengelo) rekord Irlandii
- Bieg na 800 metrów (hala) – 1:45,15 (8 lutego 2025, Nowy Jork) rekord Irlandii